# Resolutie 529 Veiligheidsraad Verenigde Naties
Resolutie 529 van de Veiligheidsraad van de Verenigde Naties was de eerste VN-Veiligheidsraadsresolutie van 1983. De resolutie werd aangenomen op 18 januari van dat jaar. Het aannemen gebeurde met dertien stemmen voor, geen enkele stem tegen en twee onthoudingen van Polen en de Sovjet-Unie. De resolutie verlengde de UNIFIL-vredesmacht in Zuidelijk Libanon met een half jaar.

## Achtergrond
Na de Israëlische inval in Zuidelijk Libanon in 1978, stationeerden de Verenigde Naties de tijdelijke VN-macht UNIFIL in de streek. Die moest er de vrede handhaven totdat de Libanese overheid haar gezag opnieuw kon doen gelden.                                                                                                                                   
In 1982 viel Israël Libanon opnieuw binnen voor een oorlog met de Palestijnse PLO en het ook aanwezige Syrië. De PLO verliet Libanon en in 1985 trok Israël zich terug in Zuidelijk Libanon. Pas in 2000 zou het zich volledig terugtrekken.

## Inhoud
De Veiligheidsraad:
- Herinnert aan de resoluties 425, 426 en volgende over de interim-VN-macht in Libanon.
- Herinnert verder aan de resoluties 508 en 509.
- Nam nota van de brief en de verklaring van Libanon.
- Heeft het rapport van secretaris-generaal Javier Pérez de Cuéllar bestudeerd en neemt nota van diens waarnemingen.
- Antwoordt op de vraag van Libanon.

1. Besluit het mandaat van de interim-VN-macht met zes maanden te verlengen, tot 19 juli 1983.
2. Roept alle betrokkenen op om met de macht mee te werken bij de uitvoering van deze resolutie.
3. Vraagt de secretaris-generaal te rapporteren over de gemaakte vooruitgang.

Lijst ·  529 ·  530 ·  531 ·  532 ·  533 ·  534 ·  535 ·  536 ·  537 ·  538 ·  539 ·  540 ·  541 ·  542 ·  543 ·  544 ·  545